# Bosna (Bedenica)
Bosna is een plaats in de gemeente Bedenica in de Kroatische provincie Zagreb. De plaats telt 112 inwoners (2001).